# Santuario Nacional de Nuestra Señora de Fátima (Valenzuela)
La Santuario Nacional de Nuestra Señora de Fátima  (en tagalo:  Pambansang Dambana ng Birhen ng Fatima) es un apostolado de la Virgen de Fátima originaria de Portugal, que es reconocido por la Iglesia católica en Filipinas. La capilla está situada dentro del campus de la Universidad de Nuestra Señora de Fátima en Marulas, Valenzuela en el área metropolitana de Manila, Filipinas. El santuario fue declarado como uno de las tres principales lugares de peregrinación en el país junto con el santuario Nacional de Santa Ana en Hagonoy y el santuario Nacional de la Divina Misericordia en Marilao.